# 青木成一郎
青木 成一郎（あおき せいいちろう）は、日本の天文学者、京都情報大学院大学准教授である。
京都大学大学院理学研究科附属天文台天文普及プロジェクト室室長。
関西大学非常勤講師。大阪経済大学非常勤講師。元大阪大学研究員。元滋賀大学非常勤講師。

## 経歴
大阪大学理学部物理学科卒業。東京大学大学院理学系研究科博士課程修了（天文学専攻）、博士（理学）。

## 委員歴
- 2008年4月-2008年8月　京都大学総合博物館2008年春季特別展「京の宇宙学」企画展示実行委員会 委員[8]
- 2011年6月-2011年9月　宇宙落語制作委員会 委員[9]
- 2011年5月-2016年3月　国際科学映像祭 運営委員[10]
- 2011年4月-　認定NPO法人花山星空ネットワーク京都千年天文学街道 実行副員長[11]
- 2018年2月-　一般社団法人日本応用情報学会 事務局長・副代表理事[12]
- 2021年10月-　天文教育普及研究会 運営委員[13]

## 受賞
- 平成25年度 文部科学大臣表彰科学技術賞（理解増進部門）[14][2]

## 学術論文・報告
- 青木成一郎「一般相対論的MHDによる宇宙ジェットの生成とγ線バースト : ローレンツ因子>100のジェットを作る条件(基研研究会「ガンマ線バースト」,研究会報告)」『素粒子論研究』第100巻第6号、素粒子論グループ 素粒子論研究 編集部、2000年、F11-F12、doi:10.24532/soken.100.6_f11_3、ISSN 0371-1838、NAID 110006417394。
- Aoki, SI; Koide, S; Shibata, K; Kudoh, T (2000). General-Relativistic MHD Simulation of Jets from a Geometrically Thin Accretion Disk Around a Schwarzschild Black Hole. 195. pp. 373-374. doi:10.1017/S0074180900163156.
- 青木成一郎,小出真路,工藤哲洋,柴田一成「ブラックホールへの降着流中に生成する衝撃波」,第14回理論天文学懇談会シンポジウム集録,p130,2001[15]
- Seiichiro I.Aoki, Seiji Yashiro, and Kazunari Shibata "The Log-Normal Distributions of Coronal Mass Ejection-Related Solar Flares and the Flare/CME Model of Gamma-Ray Bursts", in 28th International Cosmic Ray Conference, p2729, 2003[16] ISBN 4946443800
- 青木成一郎,小出真路,工藤哲洋,中山薫二,柴田一成「降着円盤からブラックホールへ向かって伝播する準周期的衝撃波形成と quasi-periodic oscillation への応用」,第16回理論天文学懇談会シンポジウム集録,2003 [17]
- 青木成一郎「［研究トピックス］ブラックホール近傍での準周期的衝撃波形成とquasi-periodic oscillationへの応用」『京都大学大学院理学研究科附属天文台年次報告』2002年(平成14年)、京都大学大学院理学研究科附属天文台、2003年9月、23-23頁、hdl:2433/172202、NAID 120005243412。
- S.I.Aoki; S.Koide; T.Kudoh; K.Nakayama; K.Shibata (2004). “Quasi-periodic Inward Shock Formations in the System of a Black Hole and an Accretion Disk and Application to Quasi-periodic Oscillations in Galactic Black Hole Candidates”. Astrophysical Journal 610:  897-912. CRID 1010000781764325641.
- Seiichiro I.Aoki, Shinji Koide, Takahiro Kudoh, Kunji Nakayama, Kazunari Shibata "The Quasi-periodic Inward Shock Formations from an Accretion Disk to a Black Hole and Application to Quasi-periodic Oscillations in Microquasars", in Stellar-Mass, Intermediate-Mass, and Supermassive Black Holes, p307, 2004, doi:10.1143/ptps.155.307, CRID 1360003446877744000
- 青木 成一郎 (2004). General relativistic magnetohydrodynamic simulations of astrophysical jets and quasi-periodic oscillations [宇宙ジェットと準周期的振動の一般相対論的電磁流体力学シミュレーション] (博士 (理学) 甲第18830号). NAID 500000299137。
- 青木成一郎,釣部通,高原文郎「2次元特殊相対論的輻射流体力学シミュレーションによる活動銀河核ジェットの研究」,第18回理論天文学懇談会シンポジウム集録,2005[18][19]
- 「ICT利活用に取り組む,地域のNPO,3セク（京都千年天文学街道ツアー）」,KICC（近畿情報通信協議会）,Spring issue 9,p2,2012
- 「京都千年天文学街道ツアー」,天文教育（天文教育普及研究会）,Vol.24,No.1,p22,2012,（共著）
- 「アストロトーク＠京大博物館」,天文教育（天文教育普及研究会）,Vol.26,No.2,p35,2014,（共著）
- 青木成一郎, 作花一志「地形データの立体視化の実践」『日本応用情報学会NAIS Journal』第12巻、2017年、3-7頁、CRID 1010282256873941382。
- 青木成一郎, 作花一志「数値データの3D立体視化の実践とeラーニングにおける活用の可能性」『情報教育シンポジウム論文集』第2017巻第25号、2017年8月、168-171頁、NAID 170000175750。
- 青木成一郎「天文学講演におけるアンケートの自由記述欄に対する計量テキスト分析」『情報教育シンポジウム論文集』第2019巻、2019年8月、277-282頁、NAID 170000180280。
- 青木成一郎, 小林信三, 楢木隆彦, 岡本敏雄「デジタルDiamond Mandala Matrixを用いた宇宙における農業を題材とする協調学習型オンライン授業の実践例と分析」『情報教育シンポジウム論文集』第2020巻、2020年12月、106-113頁、NAID 170000184121。
- 青木成一郎, 小林信三, 楢木隆彦, 岡本敏雄「デジタルDiamond Mandala Matrixを用いたオンライン授業「宇宙における農業」の実践の分析」『情報教育シンポジウム論文集』第2021巻、2021年8月、152-158頁、NAID 170000185097。

## 著書
- 木庭元晴,横山順一,桑原希世子,貝柄徹,青木成一郎「宇宙 地球 地震と火山」（増補版）,古今書院,184p,2007　ISBN 9784772220026
- 木庭元晴,青木成一郎ほか「東日本大震災と災害周辺科学（災害を科学する2）」,（共著）,189p,古今書院,2014　ISBN 9784772241762